# Різномовні антології письменників України
Різномовні антології письменників України - антології письменників України, твори в яких написані не українською мовою.

## Видані як книжки
| Мова | Назва | Упорядник                         | Авторів | Сторінок | Рік видання | Видавництво                                                                         |
| --- | --- | --------------------------------- | ------- | -------- | ----------- | ----------------------------------------------------------------------------------- |
| Англійська, білоруська, болгарська, грузинська, єврейська, польська, російська, угорська, узбецька (переклад українською) | На нашій, на своїй землі: Антологія різномовної поезії України                                                                                      | Мойсієнко А. К.                   |         | 429      | 1995, 1996  | Київ: Гол. спец. редакція літ-ри мовами нац.меншин України                          |
| Грецька | Від берегів Азова. Твори грецьких поетів України | Демерджі Д. Л.                    | 12      |          | 1979        | Київ: Дніпро                                                                        |
| Кримськотатарська (переклад російською)                                                                                   | Поэты Крыма в переводах с татарского Бориса Брика и Арсения Тарковского                                                                             |                                   |         | 104      | 1937        | Москва: Гослитиздат                                                                 |
| Кримськотатарська | Окрушина сонця — Кунештен бир парча: Антологія кримськотатарської поезії XIII–XX ст.                                                                | Мірошниченко М., Кандим Ю.        |         | 792      | 2003        | Київ: Гол. спец. редакція літ-ри мовами нац.меншин України                          |
| Кримськотатарська (переклад українською)                                                                                  | Самотній пілігрим: Сучасна кримськотатарська проза                                                                                                  | Даниленко В.                      |         | 420      | 2003        | Київ: Видавець В. Даниленко                                                         |
| Кримськотатарська (переклад українською)                                                                                  | Молитва ластівок: Антологія кримськотатарської прози XIV–XX століть, в 2 книгах                                                                     | Мірошниченко М., Кандим Ю.        |         | 599, 895 | 2005, 2006  | Київ: Етнос                                                                         |
| Кримськотатарська (переклад українською)                                                                                  | Брама Сходу: золоті сторінки кримськотатарської поезії у перекладі Миколи Мірошніченка з дод. статей про її творців                                 | Мірошниченко М.                   |         | 192      | 2004        | Київ: Головна спеціалізована редакція літератури мовами національних меншин України |
| Кримськотатарська (переклад українською)                                                                                  | Кримський інжир / Qırım inciri |                                   |         | 416      | 2020        | Львів: Видавництво Старого Лева                                                     |
| Кримськотатарська (переклад українською)                                                                                  | Кримський інжир. Демірджі |                                   |         | 416      | 2020        | Львів: Видавництво Старого Лева                                                     |
| Кримськотатарська (переклад українською)                                                                                  | Кримський інжир. Чаїр |                                   |         | 632      | 2021        | Львів: Видавництво Старого Лева                                                     |
| Кримськотатарська (переклад українською)                                                                                  | Кримський інжир. Куреш |                                   |         | 560      | 2023        | Львів: Видавництво Старого Лева                                                     |
| Німецька (переклад українською)                                                                                           | Загублена арфа. Антологія німецькомовної поезії Буковини                                                                                            | Рихло П. В.                       | 24      | 608      | 2008        | Чернівці: Книги — ХХІ                                                               |
| Польсько-українська | Як рукостискання, польсько-українська антологія сучасної поезії. Том V, Познань 2015. ISBN 978-83-61412-23-6                                        | Данута Бартош, Олександр Гордон   |         | 225      | 2015        | Познаньське відділення Спілки польських літераторів                                 |
| Російська | Русские советские поэты Украины | Купрянов И. Т., Дзеверин И. А.    |         | 404      | 1987        | Киев: Днипро                                                                        |
| Російська | Какие мы? Попробуем понять… : Киевская школа русской поэзии                                                                                         | Потапова А. В.                    |         | 300      | 1996        | Київ: КНКПО «Русское собрание»                                                      |
| Російська | Антология современной русской поэзии Украины | Красиков М. М.                    |         | 275      | 1998        | Харків: Крок                                                                        |
| Російська | Сокровенное: любимые стихи женщин Днепропетровщины                                                                                                  | Кудрина С. Г.                     |         | 320      | 2006        | Дніпропетровськ: Дніпрокнига                                                        |
| Російська | 14 друзей хунты |                                   | 14      | 336      | 2017        | Київ: Діпа                                                                          |
| Російська | Дикое Поле: Стихи русских поэтов Украины конца ХХ века                                                                                              | Дмитриев А.                       |         | 332      | 2000        | Харків: Крок                                                                        |
| Російська та українська                                                                                                   | Enter. Книга донецкой прозы |                                   |         | 324      | 2001        | Донецьк: Янтра                                                                      |
| Російська | Киевская Русь: соврем. рус. поэзия Украины: антология: совмест. проект Комис. по межнац. связям Союза писателей Украины и Толстов. фонда (Германия) | Каплан Ю., Бешенковская О.        |         | 312      | 2003        | [Gelsenkirchen]: Ed. Gelsen                                                         |
| Російська | Ткань и Ландшафт: Антология русскоязычной литературы Прикарпатья                                                                                    | Ешкилев В., Гуцуляк О., Козлик И. |         | 234      | 2003        | Ивано-Франковск: Гостинець                                                          |
| Російська (переклад українською)                                                                                          | А українською так: антологія російської поезії України в перекладах українською Валерії Богуславської                                               |                                   |         | 443      | 2010        | Київ: [б.в.]                                                                        |
| Російська | Маршруты полтавской поэзии: антология современной полтавской поэзии                                                                                 |                                   | 17      | 202      | 2011        | Полтава: Динамик                                                                    |
| Російська | Уроки вредительства, диверсии и шпионажа |                                   | 7       | 116      | 2011        | Луганськ: Янтар                                                                     |
| Російська | Мой город. Сорок стихотворений о Николаеве | Мірошниченко Є. Г.                | 28      | 80       | 2013        | Николаев: Издатель Шамрай П. Н.                                                     |